# Alberto Vila

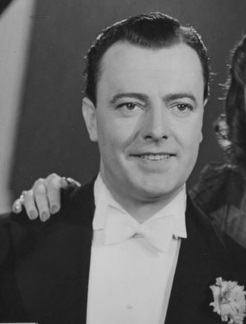
Alberto Vila em 1942

Alberto Vila (Montevidéu, 25 de setembro de 1903 — Montevidéu, 23 de fevereiro de 1981) foi um cantor e ator uruguaio.
Sua carreira começa em 1927, quando fez testes para atuar no Teatro Solís junto com a Troupe Ateniense, um recém-formado grupo de jovens artistas da capital uruguaia que fez muito sucesso lá e em Buenos Aires nos anos 1920 e 1930. Na sua primeira apresentação fez imitações de Carlos Gardel. Sua pinta de galã levá-lo-ia ao cinema argentino, que atravessava uma excelente fase nas décadas de 1930 e 1940. É muito lembrado por ter sido o primeiro intérprete de Garufa, um dos mais famosos tangos de todos os tempos, composto por Victor Soliño e Roberto Fontaina, ambos da Troupe Ateniense.